# ボンクラーズ (お笑いコンビ)
ボンクラーズは、吉本興業所属のお笑いコンビ。大阪NSC25期生。2004年3月結成。
2009年8月解散。

## メンバー
- 山田昌平（やまだしょうへい、1978年6月22日（46歳） - ）A型。

ツッコミ担当、立ち位置は左。愛知県出身。
身長170cm、体重58Kg
引退後は東大阪市布施にある不動産会社に勤務している。
- むらっちょ（本名:中村知広(なかむらともひろ)、1978年5月15日（46歳） - ）

ボケ担当、立ち位置は右。大阪府大阪市出身。
六人兄弟の長男である。
身長180cm、体重67kg
引退後は芸人時代からバイトしていた地下鉄今里駅近くの焼き鳥「吉鳥」で店長をしている。

## 戦績
- M-1グランプリ2004 2006 2007二回戦進出
- M-1グランプリ2008三回戦進出
- R-1ぐらんぷり2008二回戦進出（山田）
- キングオブコント2008二回戦進出
- 第3回 6回MBS新世代漫才アワード出場
- 平成20年度 21年度NHK新人演芸大賞予選出場
- 第30回ABCお笑い新人グランプリ予選出場

## 出演
- baseよしもとオーディションtryメンバー
- 爆笑ホワイトカーペット（フジテレビ）キャッチコピーは「Mr.マイペース」